# لهراويين (الهراويين)
لهراويين هي إحدى مشيخات المملكة المغربية، تتبع جغرافيا لإقليم مديونة وإداريًا لالهراويين. يقدر عدد سكانها بـ 1932 نسمة حسب الإحصاء الرسمي للسكان والسكنى لسنة 2004.